# Tội ác ngủ say
Tội ác ngủ say (tựa gốc tiếng Anh: Before I Go to Sleep) là phim điện ảnh tâm lý giật gân ly kỳ do Rowan Joffé đạo diễn kiêm viết kịch bản, dựa trên cuốn tiểu thuyết năm 2011 Before I Go to Sleep của S. J. Watson. Đây là thành phẩm hợp tác quốc tế giữa Anh Quốc, Hoa Kỳ, Pháp và Thụy Điển, với sự tham gia diễn xuất của Nicole Kidman, Mark Strong, Colin Firth, and Anne-Marie Duff. Phim khởi chiếu ở Việt Nam vào ngày 19 tháng 9 năm 2014.